# Àcid lisèrgic

Estructura molecular de l'àcid lisèrgic

L'àcid lisèrgic, també conegut com a àcid D-lisèrgic, és un precursor d'una àmplia gamma d'alcaloides d'ergolina que són produïts pel fong de l'ergot, el Claviceps purpurea.
Les amides de l'àcid lisèrgic, les lisergamides, s'utilitzen àmpliament com a fàrmacs i com a drogues psicodèliques, per exemple, la dietilamida de l'àcid lisèrgic (LSD).